# سالواتوره فراگامو (طراح)
سالواتوره فراگامو، (به انگلیسی: Salvatore Ferragamo) (زاده ۵ ژوئن ۱۸۹۸ - درگذشته ۷ اوت ۱۹۶۰) کارآفرین، بازرگان و طراح مد ایتالیایی بود، که در سال ۱۹۲۸ شرکت سالواتوره فراگامو اس.پی.ای. را تأسیس نمود.